# Museo Bertrand
El Museo Bertrand (en francés: Musée Bertrand) es un museo público de bellas artes, historia y arqueología situado en Châteauroux, en el departamento de Indre, Francia. Se encuentra en la antigua mansión privada de Henri-Gatien Bertrand, general del Primer Imperio, un edificio construido en la segunda mitad del siglo XVIII y clasificado como monumento histórico.

## Historia

### El Hotel Bertrand
La mansión privada de Henri-Gatien Bertrand, general del Primer Imperio francés, fue construida en la década de 1770 para servir como su residencia. En la actualidad, alberga el Museo Bertrand. La mansión es un edificio de estilo clásico. Sus planos fueron diseñados por el abuelo del general Bertrand, Martin Boucher, entonces el primer ingeniero del Rey e Inspector de France des Turcies et Levées. Martin Boucher dejó el hotel a su esposa, quien en 1803 se lo dejó a su hija Marie-Antoinette Boucher, quien fue su propietaria hasta 18304. En 1834, el general Bertrand se convirtió en el propietario a su vez.

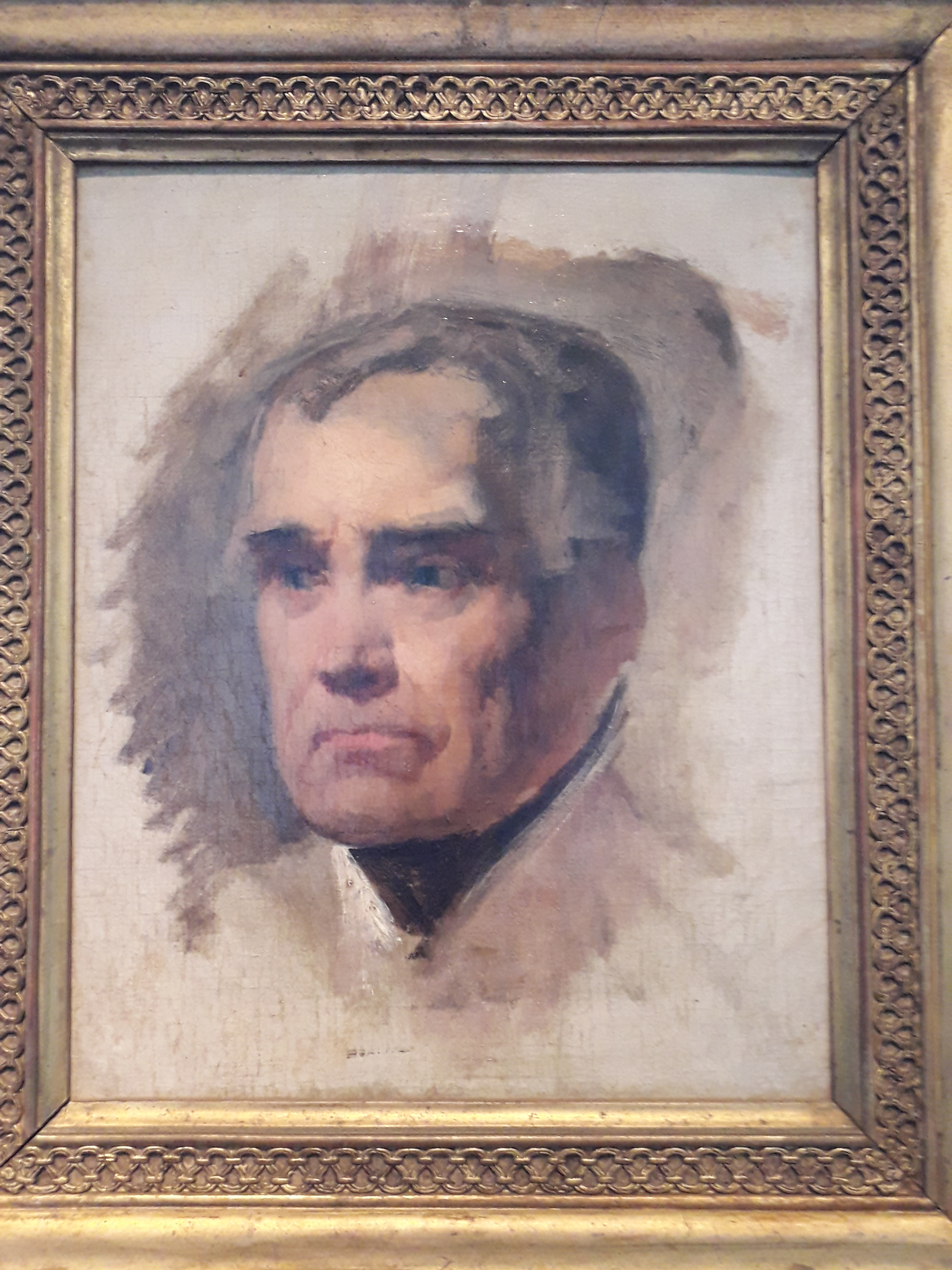
Retrato del general Bertrand por Horace Vernet (después de 1825). Museo Bertrand.

Tras la muerte del general Bertrand, el edificio siguió siendo una residencia privada en manos de otros propietarios. En 1901, el Hôtel Bertrand fue vendido por su propietario de entonces, Raymond-William de Coninck, a la ciudad de Châteauroux. Este último pretendía que fuera la sede de un general al mando de la 17.ª división de infantería. Durante y después de la Primera Guerra Mundial, el hotel se convirtió brevemente en un hospital militar de 1917 a 1919.

### De museo municipal de Châteauroux a museo de Bertrand
A partir de 1840, la ciudad de Châteauroux recibió varias donaciones o legados. Una parte de 1840, fue del general Bertrand. Otra parte provino de las donaciones de Jean-Louis Bourdillon, un rico coleccionista suizo de Châteauroux. En 1863, Just Veillat, un pintor que era uno de los notables de Châteauroux, propuso la creación de un museo. La idea fue aceptada y el museo se integró por primera vez en el ayuntamiento de la época, pero la falta de espacio se hizo sentir muy pronto.
En 1921, en el momento del centenario de la muerte de Napoleón, el Hôtel Bertrand se transformó en museo y albergó las colecciones del museo municipal de Châteauroux.
El edificio fue clasificado como monumento histórico el 14 de marzo de 1944.

### Desarrollo des las colecciones
En 1932, Vivie de Régie, entusiasta de Napoleón III y del período helenístico, donó más de mil grabados napoleónicos. La colección napoleónica y decimonónica del museo se enriqueció aún más en 1976 con la donación de un descendiente de la familia Thabaud Boislareine-Desaix, que legó varias piezas importantes, entre ellas el tintero Cambacérès, varias obras y objetos relacionados con Vivant Denon, un retrato de Ewelina Hańska de Ferdinand Georg Waldmüller y un busto de la mismo esculpido por Bartolini. Una colección de estatuas galorromanas se unió al museo como resultado de las excavaciones arqueológicas llevadas a cabo en el departamento. A partir de los años 1970, a instancias del artista conceptual de Castelroussain, James Pichette, la ciudad de Châteauroux se orientó hacia la creación contemporánea en los campos de la escultura, la pintura y la cerámica, lo que dio al Museo Bertrand la oportunidad de constituir progresivamente una colección de obras contemporáneas.
A partir de 2007-2008, la asociación con la Agence nationale pour la formation professionnelle des adultes (Agencia Nacional de Formación Profesional de los Adultos) (AFPA) de Limoges ha permitido restaurar numerosas piezas de mobiliario antiguo de los siglos XVIII y XIX que se encontraban en las colecciones del museo; la asociación finalizó en noviembre de 2018 con la jubilación del especialista en ebanistería de la AFPA.

## Colecciones
El Museo Bertrand es un museo de arte, historia y arqueología. 

### Colecciones antiguas
El museo alberga colecciones galorromanas, incluyendo estatuas, entre ellas la cabeza de una estatua colosal de Apolo, y estelas funerarias.
También alberga una momia copta del período ptolemaico de Egipto procedente del Fayún.

### Colecciones medievales
El museo alberga objetos y obras de la Edad Media. En 1898, adquirió el relicario de la iglesia de Sazeray, de cobre y esmalte champlevé de Limoges, que data del siglo XIII.

### Fondos napoleónicos
El museo conserva muchos objetos y obras de arte relacionados con Napoleón I (especialmente durante su exilio en Saint-Hélène, donde le acompañó el general Bertrand), con el propio general Bertrand y con varias otras personalidades del Primer Imperio, como el científico Vivant Denon. Guarda el equipo de campaña de Napoleón en vermeil, un abanico que perteneció a la emperatriz Josefina, la «volière chinoise» (pajarera china) del emperador en Saint-Hélène y una máscara mortuoria del emperador. Las armas y recuerdos del General Bertrand también están en exposición, incluyendo armas y uniformes.

### Bellas Artes
El museo alberga pinturas de los siglos XV y XVI, incluyendo un cuadro de Jan Brueghel el Viejo. También exhibe muebles desde la Edad Media hasta el siglo XX. También tiene una colección de cerámicas y de fayenza.
En el museo se encuentra el yeso original de la escultura Sakuntala de Camille Claudel, inspirada en un episodio de la antigua epopeya hindú del Mahabharata  y donada por el escultor a la ciudad de Châteauroux en 1895.
El Museo Bertrand también posee y expone una colección de cerámica contemporánea.

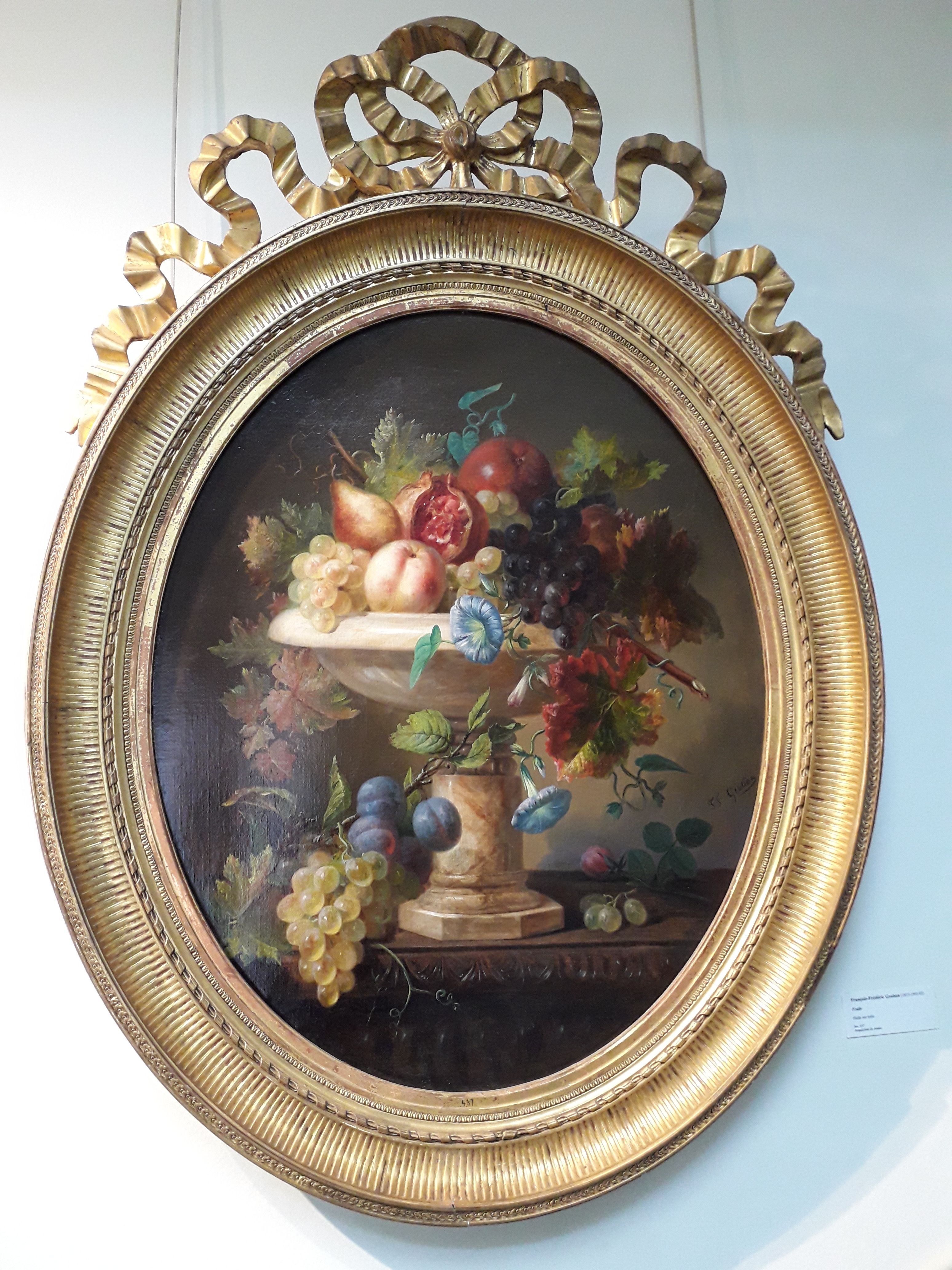
François-Frédéric Grobon, Fruits, óleo sobre lienzo.

### Colecciones regionales
El museo alberga esculturas de Jean Baffier y Ernest Nivet, pinturas de paisajes de Berry y las Bords de Creuse de Armand Guillaumin, Paul Madeline, Léon Detroy, Raoul Adam, Paul Rue, etc., varias obras de Bernard Naudin y recuerdos del poeta Maurice Rollinat.

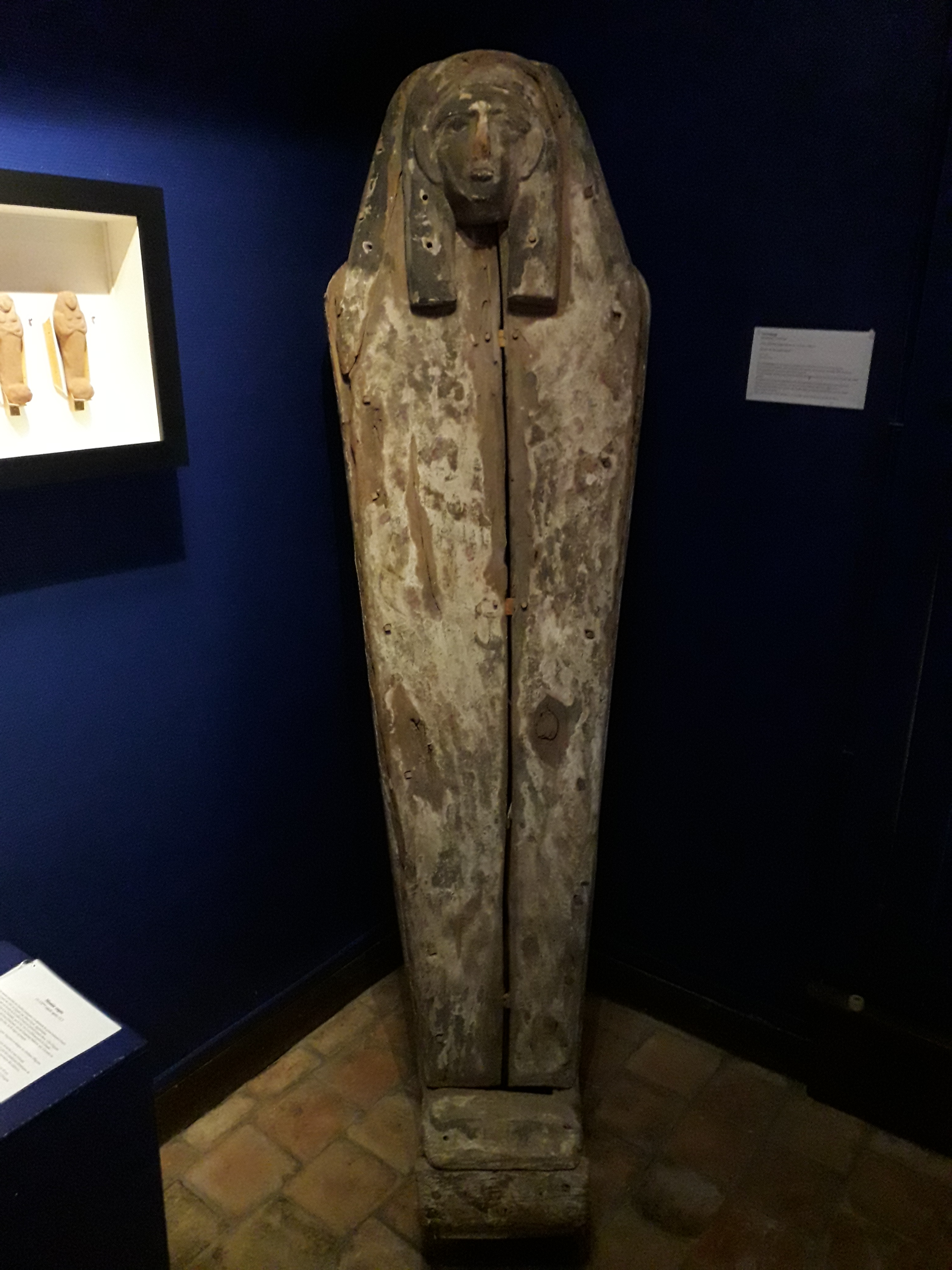
Antiguo sarcófago egipcio de Antinoe.
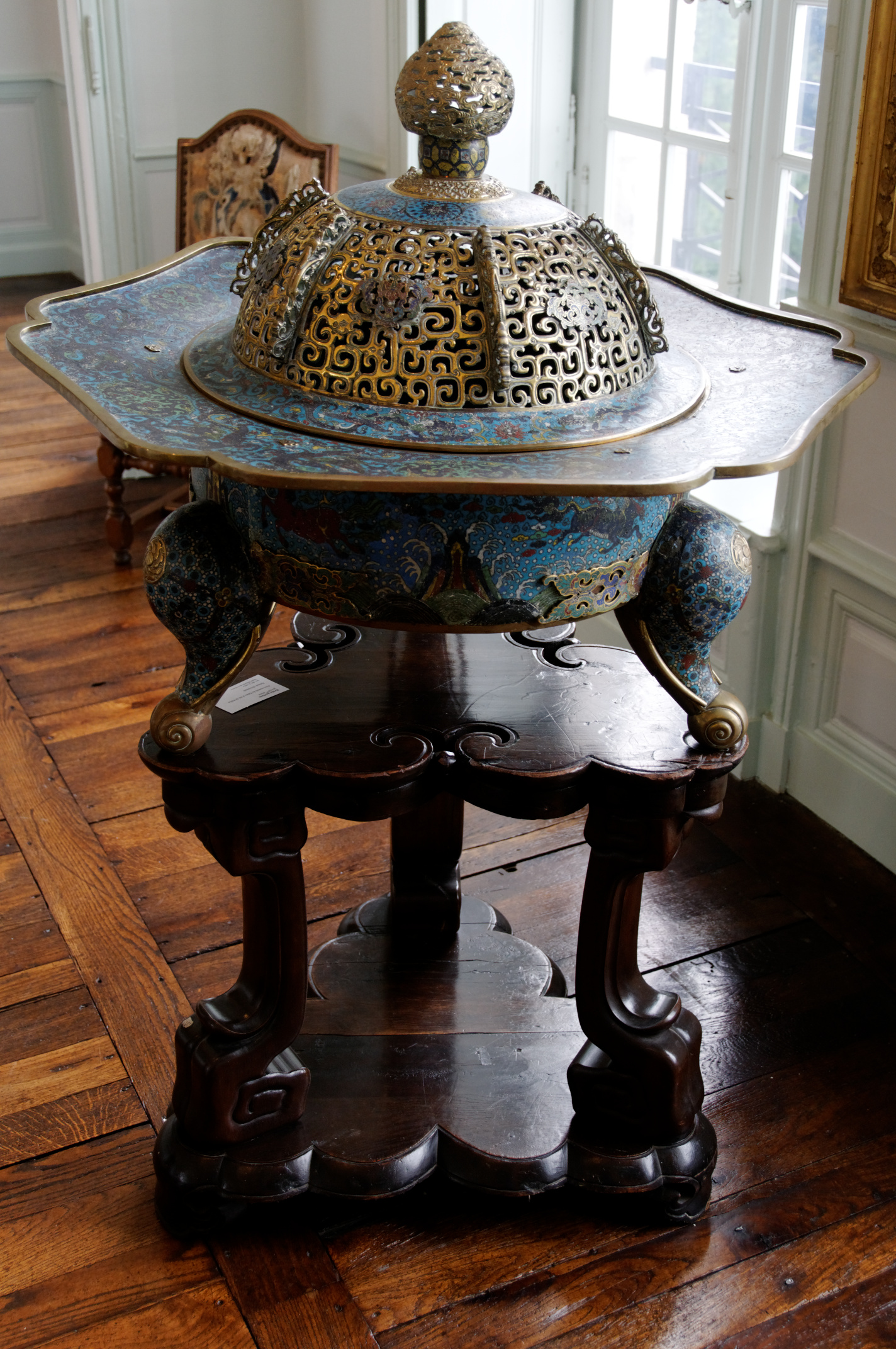
Quemador de perfume chino del siglo XVIII de esmalte alveolado.
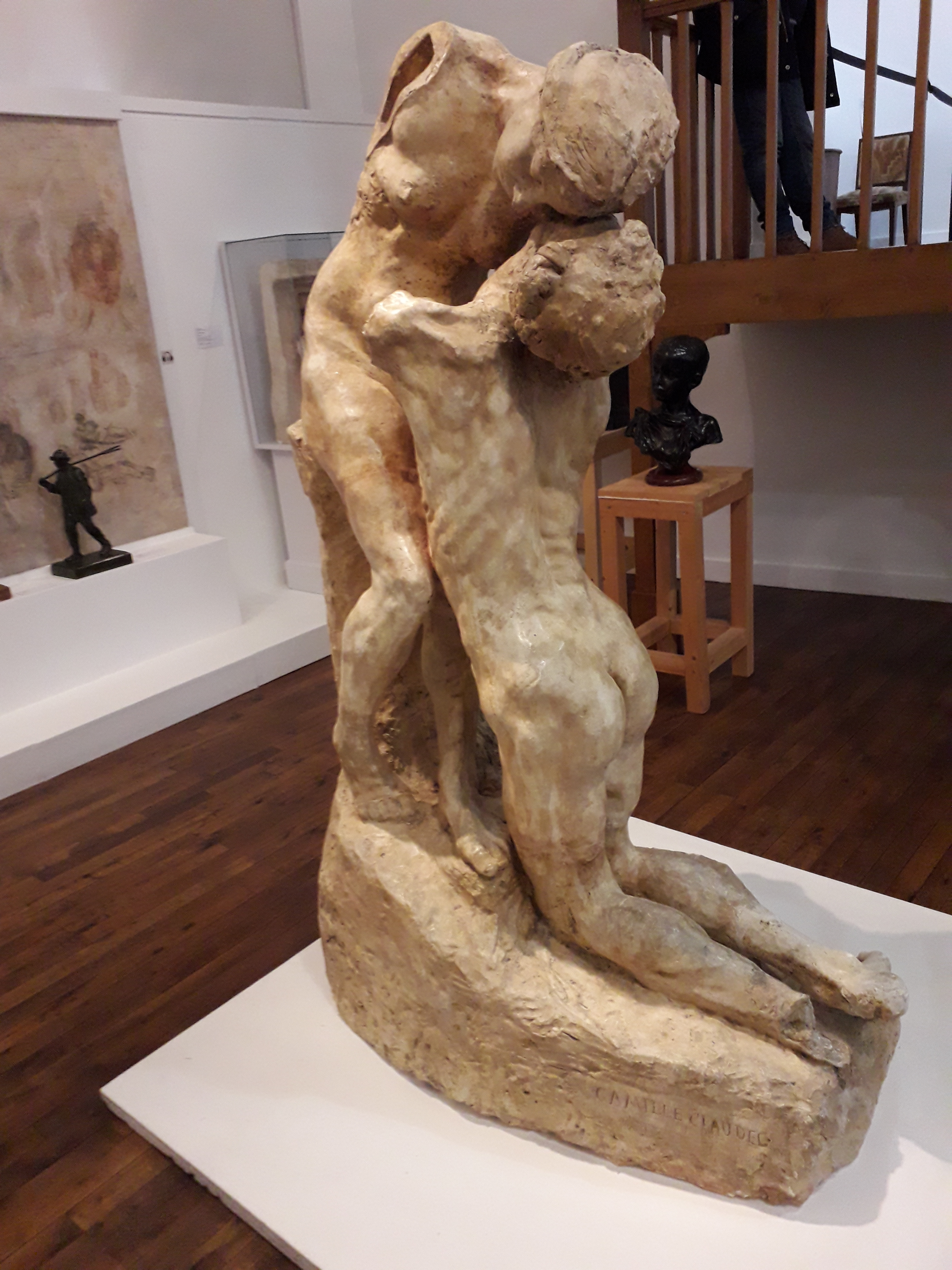
Original en escayola de Sakuntala de Camille Claudel.
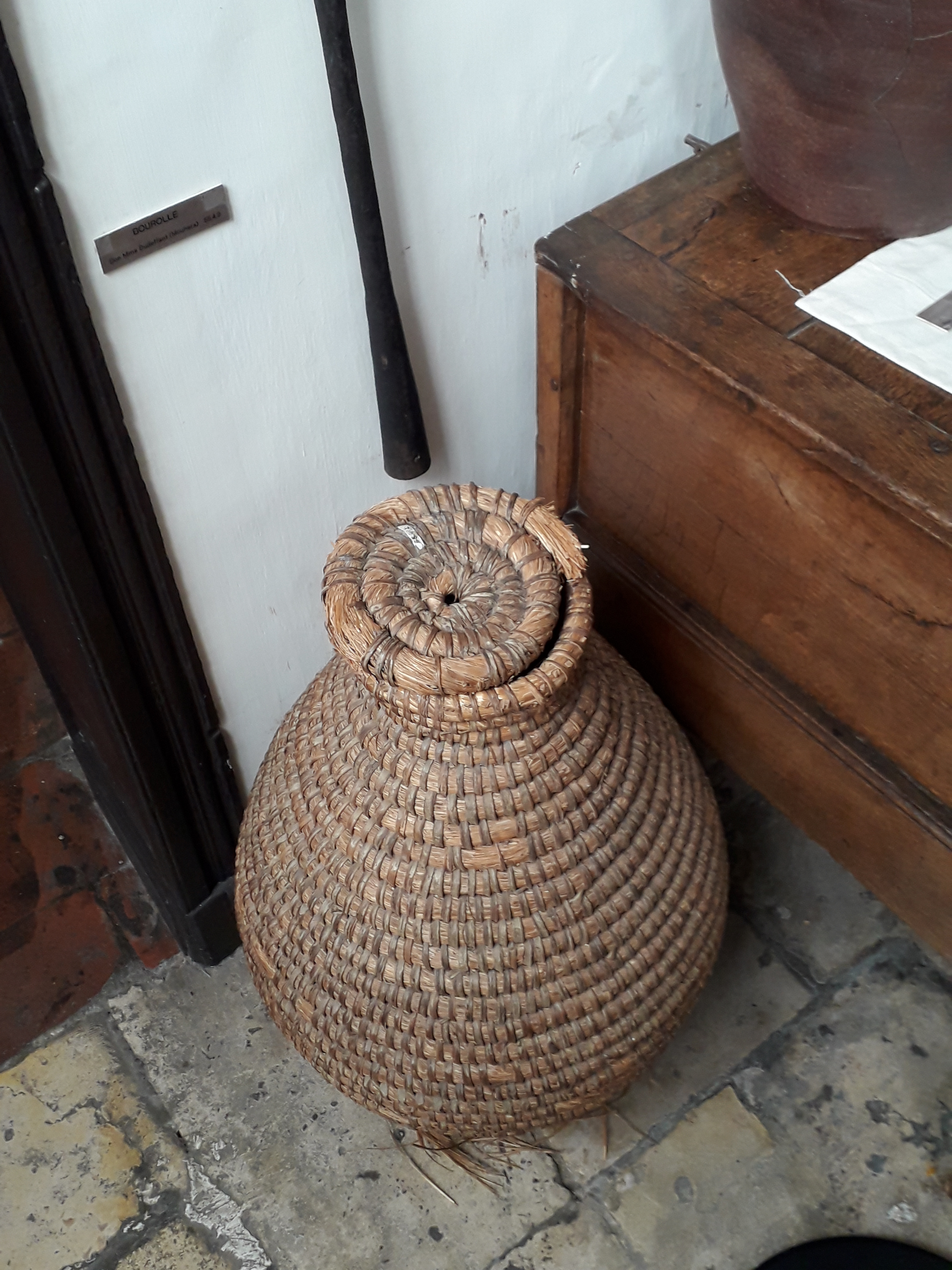
Bourolle (cesta de mimbre tejido) de la cocina tradicional de Berry.

## Actividades
El museo organiza tres exposiciones temporales al año. A principios de 2017, la exposición Mémoires  expuso las obras del artista visual Alain Kleinmann. A finales de 2017, el museo expuso 70 cuadros del retratista Hélier Cosson. A finales de 2018, se dedicó una exposición al escultor Ernest Nivet y su círculo de amistades.